# Вюншендорф/Ельстер
Вюншендорф/Ельстер (нім. Wünschendorf/Elster) — громада в Німеччині, розташована в землі Тюрингія. Входить до складу району Грайц. Центр об'єднання громад Вюншендорф/Ельстер.
Площа — 19,45 км2. Населення становить 2723 ос. (станом на 31 грудня 2021).

## Галерея

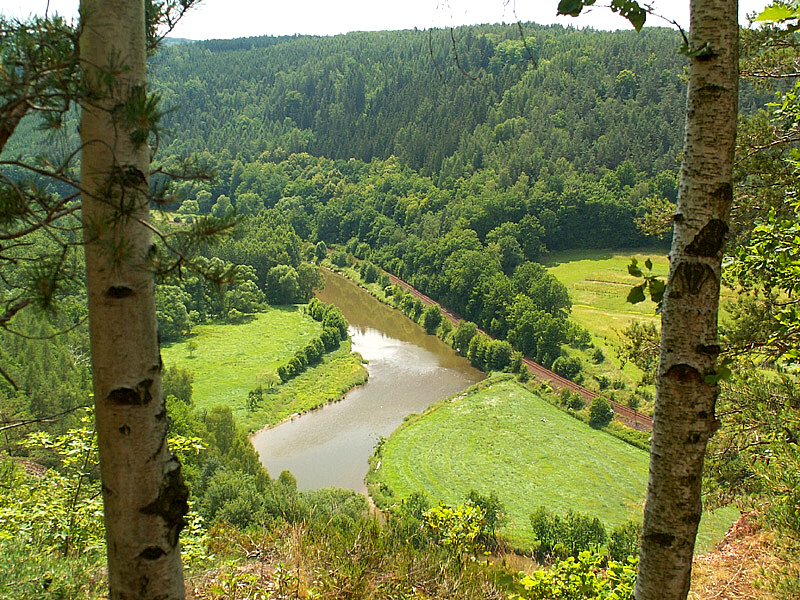
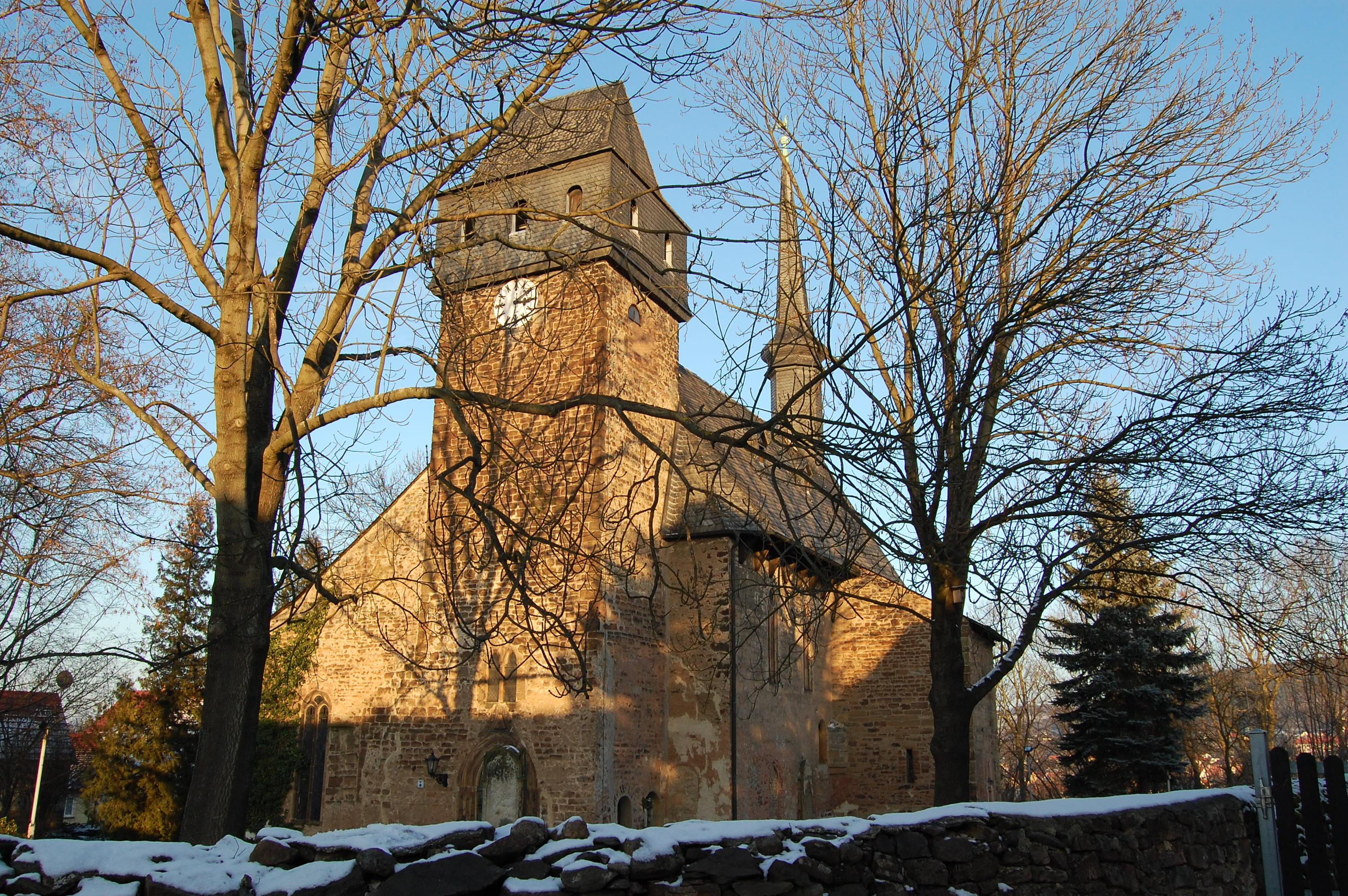
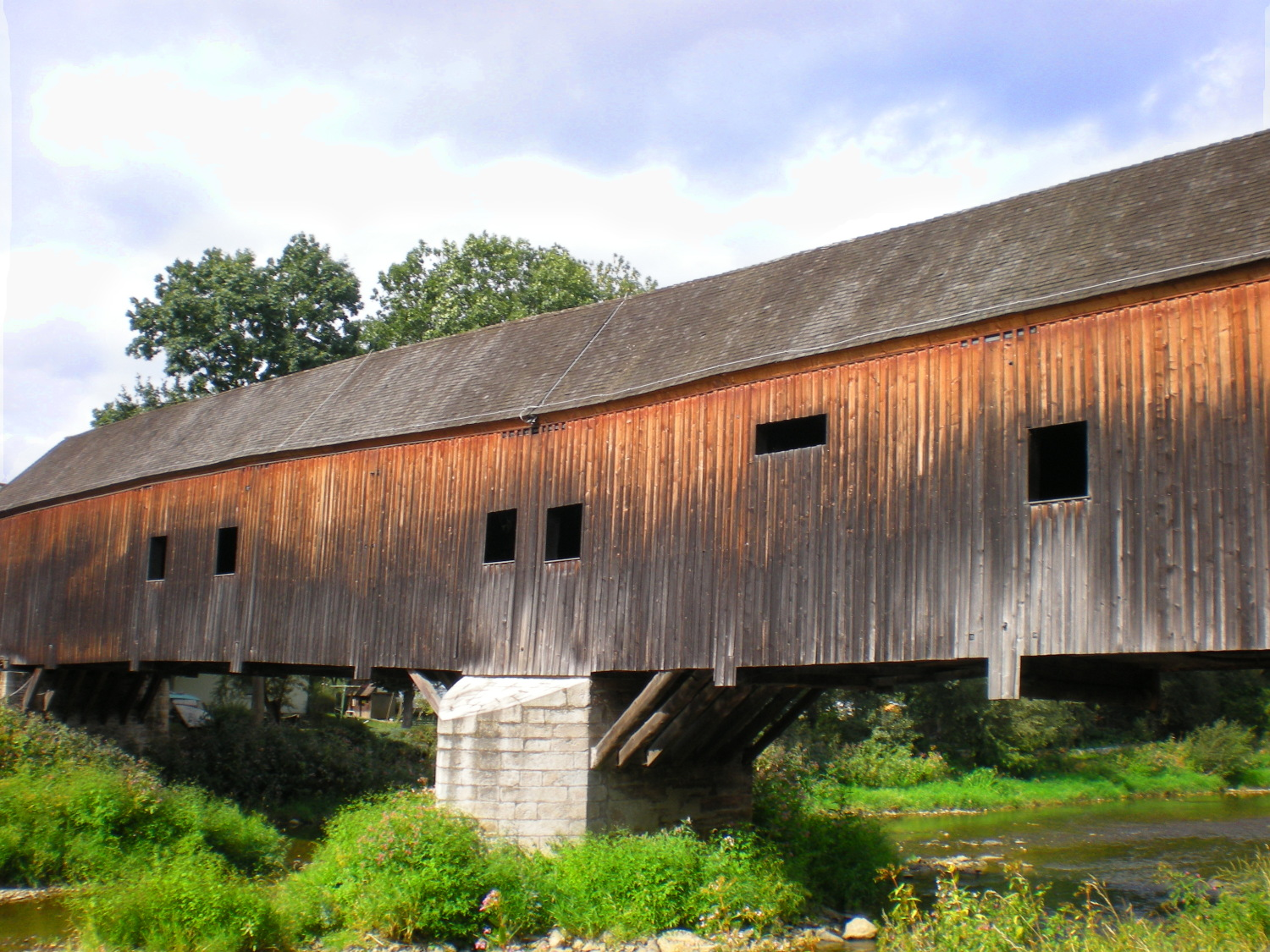
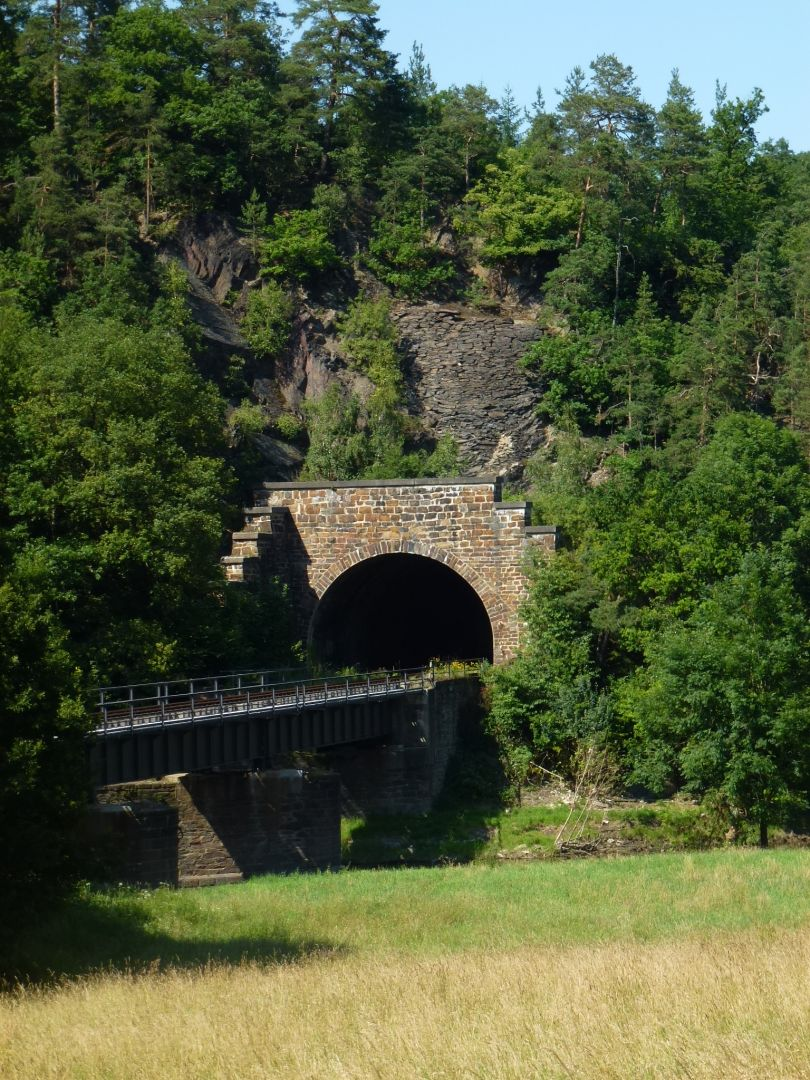